# Nowe Miasto Lubawskie Południe
Nowe Miasto Lubawskie Południe – nieczynny kolejowy przystanek osobowy w Nowym Mieście Lubawskim, w województwie warmińsko-mazurskim, w Polsce.